# Idioma aguacateco
El aguacateco (también llamado awakateko, coyotin, awaketeco o balamiha) es un idioma con núcleo original en el municipio de Aguacatán en el departamento guatemalteco de Huehuetenango. Originario de la región de Los Altos Cuchumatanes, posee escasas minorías en Chiapas, México. Es también el idioma nativo de algunos inmigrantes indígenas guatemaltecos. Es que visten con ropa faldas las mujeres y camisas hechas por ellas mismas, los hombres con pantalón y camisa y sus huaraches.

## Etimología
Los indígenas aguacatecos se refieren a su idioma como ga'yol o "nuestra palabra". También se autonombran qatanum, que significa "nuestra gente" a diferencia de la palabra "awakateko" utilizada por voces españolas en alusión al municipio de Aguacatán (el cual significa “lugar de abundantes aguacates”, haciendo alusión a la producción agrícola y no específicamente a la gente indígena).

## Clasificación y familia lingüística
Al igual que la mayor parte de los idiomas indígenas de Guatemala, no se ha realizado un estudio concreto, conciso y a fondo para poder analizar sus características generales. Es por eso que hay muchas divisiones por parte de los especialistas, pero a continuación se presentan los diversos estudios que se han realizado.

### SIL Internacional y Ethnologue
Según los estudios de la SIL y Ethnologue, el aguacateco pertenece a la subfamilia quicheana mameana, esta incluye: 
- Lenguas quicheanas: achí, cakchiquel, kekchí, pokomam, pokomchí, quiché, sacapulteco, sipacapense, tzutujil y uspanteco.
- Lenguas mameanas: Aguacateco, ixil, mam, tacaneco y tectiteco (teco).

A su vez esta lengua ha derivado al motozintleco y posiblemente al chicomuzteco.

### Otto Stoll
El lingüista Otto Stoll ha agrupado al idioma aguacateco al grupo lingüístico mam, “al cual corresponden tanto el mam como el ixil”.

### Sylvanus Morley
Sylvanus Morley agrupa el idioma aguacateco dentro del grupo “mam”, junto a los idiomas “ixil, jacalteco, kanjobal y solomeco”.

### Lyle Campbell y Terrence Kaufman
Y por último, según estudios de Lyle Campbell y Terrence Kaufman, el tronco lingüístico se desglosa de la siguiente manera:
MAYA
- Huasteco

Huasteco
† Chicomucelteco
- Yucatecano

Yucateco-Lacandón
Yucateco
Lacandón
Mopán-Itzá
Mopán
Itzá
- Occidental

Tseltal Mayor
Cholano
Chol-chontal
Chol
Chontal
Chorti-choltí
Chortí
Chorti
Tzeltalano
Tseltal
Tsotsil
Q'ANJOB'AL MAYOR
Q'anjob'alano
Q'anjob'al
Q'anjob'al
Akateco
Jakalteko
Motozintleco
Motozintleco
Tuzanteco
Chujano
Chuj
Tojolabal
- Oriental

K'ICHEANO
Q'eqchi
Uspanteko
Poqom-K'iche'
Poqom
Poqomchi'
Poqomam
K'iche'
K'iche'
Kaqchikel-Tzutujil
Kaqchikel
Tzutujil
Sakapulteko
Sipakapa
MAME
Teco-Mam
Teco (Chiapas y Guatemala)
Mam (Chiapas y Guatemala)
Awakateco-Ixil
Awakateko
Ixil
† Idioma extinto

## ¿Aguacateco II?
Para el gran muestreo de vocabularios encargado por Catalina La Grande en 1780, se recogieron varios idiomas inéditos, aunque luego descartados por el análisis de Kaufman sobre los idiomas fantasmas de Mesoamérica, uno de ellos fue el aguacateco II con el que se sorprendió la buena fe del mismo Stoll, también se había sugerido el popoluca de Conguaco, erróneamente identificado por Otto Stoll y que en realidad es el mismo popoluca de Veracruz y el subinhá de Socoltenango que es una mezcla léxica de tojolabal, tseltal y chuj.

## Vocabulario
Cómo decir "Hola":
- Kech (indistinto)

Cómo decir "Buenos días":
- B'alaj jalchan

Cómo decir "Buenas tardes":
- B'alaj kwe'nq'ej

Cómo decir "Gracias":
- Tyoxh
- Ntyoxh teru'
- Tyoxtu'

Cómo decir "Abejas":
- Wunaq txuk (gente insecto)

Cómo decir "¿Usted ha vuelto?":
- Jape' kxu'l yaj

Cómo decir "He vuelto":
- Ja, janu'l

Cómo decir "¿Cómo estás?":
- B'a'n pe' wutzu'?

Cómo responder al anterior:
- B'a'n, qo b'a'n teru' (Bien)

Cómo decir "Adiós":
- [para una persona saliendo] Na'j wetz
- orb'in

Cómo responder al anterior:
- or

Cómo decir "¿Cuál es tu nombre?":
- Mb'i b'i'u'?

Cómo decir "No":
- kyi'

Números
- 1: Jun
- 2: kob'
- 3: Ox
- 4: kyaj
- 5: O'
- 6: Wuqaq
- 7: Wuq
- 8: Waxaq
- 9: Béluj
- 10: Lajuj
- 11: Junlaj
- 12: Kob'laj
- 13: Oxlaj
- 14: Kyajlaj
- 15: O'laj
- 16: Waqlaj
- 17: Juqlaj
- 18: waxaqlaj
- 19: b'elujlaj
- 20: junaq

## Escritura
El 2 de septiembre de 2002 se llevó a cabo la presentación pública de 8 estudios impresos que son: Introducción a la Monografía del Municipio de Aguacatán, Toponimia Aguacateca, Vocabulario Aguacateco, Manual de Lectura, Acuerdo de Identidad y Derecho de los Pueblos Indígenas, Gramática Descriptiva Aguacateca, Gramática Normativa Aguacateca, Constitución Política de la República de Guatemala en Idioma Aguacateco, Plantas Medicinales y Guía de Apoyo Pedagógico en idioma Aguacateco.
En el año 2003 se publicó la Introducción al Sistema de Numeración Maya Aguacateco, Traducción del Pop Wuj al idioma Aguacateco, Gramática Pedagógica del idioma Aguacateco y tres textos paralelos.
Asimismo, existen una gramática y un diccionario castellano-aguacateco publicados. En 1971 se completó una traducción del Nuevo Testamento.
Como una medida para promover su estado como lengua viva, se ha creado un campus virtual donde los estudiantes interesados pueden aprender lenguas como el cucapá, el seri, el kikapú o el aguacateco, según un comentario de Sylvia del Valle, directora de la Universidad Iberoamericana Ciudad de México.

## Posible extinción
Según datos de la Comisión Nacional para el Desarrollo de los Pueblos Indígenas (CDI) (organización mexicana), recabada en 2002 como indicadores socioeconómicos y basada en datos del Censo General de Población y Vivienda de 2000 del Instituto Nacional de Estadística y Geografía (INEGI), la lengua en mayor riesgo en México es el aguacateco, pues sólo cuenta con 23 hablantes.
Otras causas de la posibilidad de extinguirse se deben ante la falta de usuarios, su desplazamiento por el uso del español en las comunidades y a que es hablado principalmente por personas de edades avanzadas.